# Śliwno (Choroszcz)
Pour les articles homonymes, voir Śliwno.
Śliwno est un village de Pologne, situé dans la gmina de Choroszcz, dans le Powiat de Białystok, dans la voïvodie de Podlachie.